# 风与木之诗
《风与木之诗》是日本漫画家竹宫惠子的一部漫画作品，该作品最早于1976年在小学馆旗下杂志《周刊少女Comic》10月号开始连载。从1982年7月，《风与木之诗》移刊到小学馆旗下的另外一本漫画期刊《Petit Flower》上连载；并于1984年6月完结。《风与木之诗》总共分为两部。
1979年，《风与木之诗》获得第25届小学馆漫画赏少年少女类优秀漫画奖。

## 出场人物
吉尔伯特·考克多（Gilbert Cocteau）
主角。14岁。他本是奥古斯特·博与安妮·玛丽的私生子，因而并不被奥古斯特·博及其家族所承认。吉尔伯格在成长为少年之前，一直缺乏家庭的照顾和呵护。但是随着他进入青春期并成长为美少年之后，他逐渐吸引了自己叔父（实为生父）的奥古斯特的注意力，两人发生了乱伦关系。因为吉尔伯格在其成长过程中遭受了性、身体与情感方面的虐待，因此吉尔伯特变成了一个反社会的愤世嫉俗者。他除了透過性交这种行为外，无法表达他的爱和其他社交行为。吉尔伯格起初非常敌视赛吉，甚至对他暴力相向；同时他还拒绝了另一个男孩对他的交友请求。但是赛吉持续不断的关心和呵护慢慢地感动了吉尔伯格，两人终于以恋人的身份逃亡巴黎。然而在巴黎的日子里，吉尔伯特一方面不想工作，另一方面又无法适应当下贫穷困苦的生活。而在某次赛吉不在的时候，吉尔伯格在家被人轮奸。由于又穷又弱，吉尔伯格被迫在妓院出卖自己的身体。当赛吉找到他的时候，一切为时已晚。
赛吉·巴图尔（Serge Battour）
主角。14岁。吉尔伯特的朋友。他的父亲是巴图尔子爵，而他则是他父亲与一名罗姆人高级妓女的独生子。他父母的故事非常类似于小仲马的小说《茶花女》，而大家也以“茶花女”称呼赛吉的母亲。继承其父亲爵位和财产的赛吉是一名具有高尚情操和人文道德的音乐神童。赛吉在其父亲去世后由其祖母充任监护人，而在此之前，赛吉的母亲也已经去世。但好景不长，在祖母去世后，赛吉被交由伯母照顾，然而伯母并不喜欢他。在赛吉的堂妹安格琳试图制造一起火灾去烧毁赛吉面容之后，伯母便将他送到兰克波学院就读。在这里，赛吉成为吉尔伯特的室友。尽管吉尔伯特对他非常敌视甚至拳脚相加，但是赛吉还是试图和赛吉成为朋友。而於这个时候，另外一个男孩对赛吉的好感让他充满了困惑。特别是他发现这个问题既无法从教会获得解决方法，也无法从自己朋友那获得答案，便越发困扰起来。在发现吉尔伯特被其叔父操作和兩人之间的性虐待关系之時，赛吉决定拯救自己的室友。当他获得吉尔伯格的心之后，他俩一起从兰克波学院逃了出来。
奥古斯特·博（Auguste Beau）
反派。名满巴黎的著名诗人，吉尔伯特的叔父（实为生父）。他是科克托家族收养的养子，在年幼的时候被自己的继兄所强奸。因此他对自己的儿子吉尔伯特有着一种变态的爱欲，他一方面和自己的儿子保持着近亲性交关系，同时又在性、身体和情感方面虐待他。他试图利用这些方法来掌控吉尔伯特，将吉尔伯特变成一个“纯粹”和“艺术化”的个体。在奥古斯特就读于兰克波学院的时候，他在这里建立了一种名为“学生总监督”的管理体系。毕业之后，奥古斯特經由贿赂现任学生总监督進而成为学院学生管理的幕后掌控者。也正是因为如此，无论吉尔伯特在学院做了多么可怕的事情，都能保证不被开除。在得知赛吉与吉尔伯特之间的关系之后，奥古斯特试图拆散兩人，也拒绝关心吉尔伯特；而当他知道吉尔伯特真正爱上赛吉时，奥古斯特才感到了真正的忧虑。
让-皮埃尔·博纳尔（Jean-Pierre Bonnard）
著名画家。恋童癖。他在奥古斯特之后绑架并强奸了吉尔伯特。尽管如此，但是根据漫画内容的暗示，当吉尔伯特与博纳尔再次在巴黎相遇时，吉尔伯特已经原谅他早年的行为。而在漫画的最后一卷，吉尔伯特与赛吉一起去拜访了他。
雷诺（Renault）
妒博纳尔的弟子。非常厌恶同性恋。因为嫉妒博纳尔对吉尔伯特的爱，与吉尔伯特发生过冲突。
帕斯卡尔·比凯（Pascal Biquet）
赛吉和吉尔伯特的同学，同时也是赛吉的朋友。他对宗教及传统教育不屑一顾，并且热爱科学。他引导赛吉要坦诚面对自己的爱情，并且教导他有关性方面的问题。虽然帕斯卡尔对吉尔伯特也有温和的吸引力，但是他是一名异性恋者。在故事里，他一直守护赛吉和吉尔伯特到最后。
卡尔·麦泽尔（Karl Meiser）
赛吉和吉尔伯特的同学。B级学生监督员。和其他住宿生都出身城市不同，卡尔来自农村，而且他是赛吉在兰克波学院的第一个朋友。他喜欢赛吉，但是最终他还是恪守自己的信仰去了神学院。
帕特里夏（Patricia）
帕斯卡尔的姐姐。她会给予赛吉友好的帮助，同时也能互相理解彼此。
安格琳·卡莱尔·麦迪逊（Angelin Carlyle Madison）
赛吉监护人的女儿，同时也是他的堂妹。她非常喜欢赛吉，即便知道赛吉与吉尔伯特的关系也是如此。她与赛吉的政治联姻发生在故事的后期，但随后就被放弃了。
艾尔昂·罗斯马林（Aryon Rosemarine）
兰克波学院学生总监督，在学校内拥有绝对的权力。他在校内被称为“白王子”，成绩最佳并拥有惹人注意的北欧贵族血统。他是奥古斯特的远亲，但却在15岁的时候被他强奸了。真正与他关系亲密的人只有他的室友儒勒·德·菲利尔。他似乎参与了奥古斯特对吉尔伯特的操控，尽管他非常仇视和厌恶他们俩。但是在故事的最后，他赢得了赛吉的信任。根据漫画的暗示，是他协助赛吉和吉尔伯特逃亡巴黎。
儒勒·德·菲利叶（Jules de Ferrier）
A级学生监督员。他和罗斯马林是从小一起长大的朋友，同时他也是出身贵族家庭。但是由于家道中落，使得他不得不向罗斯马林求助。在罗斯马林的帮助下，他转学到了兰克波学院。在转学前，菲利尔是原来学校的大恶棍，即便现在提及他的名字也足以震慑其他坏学生。罗斯马林和吉尔伯特都非常信任他。

## 出版書籍
| 卷數 | 小學館         | 小學館             |
| 卷數 | 發售日期       | ISBN               |
| ---- | -------------- | ------------------ |
| 1    | 1977年5月20日  | ISBN 4-09-130221-1 |
| 2    | 1977年7月20日  | ISBN 4-09-130222-X |
| 3    | 1977年8月20日  | ISBN 4-09-130223-8 |
| 4    | 1977年9月20日  | ISBN 4-09-130224-6 |
| 5    | 1977年10月20日 | ISBN 4-09-130225-4 |
| 6    | 1977年12月20日 | ISBN 4-09-130226-2 |
| 7    | 1978年3月20日  | ISBN 4-09-130227-0 |
| 8    | 1978年7月      | ISBN 4-09-130228-9 |
| 9    | 1978年10月     | ISBN 4-09-130229-7 |
| 10   | 1979年2月      | ISBN 4-09-130230-0 |
| 11   | 1979年7月      | ISBN 4-09-130441-9 |
| 12   | 1980年7月      | ISBN 4-09-130442-7 |
| 13   | 1980年12月     | ISBN 4-09-130443-5 |
| 14   | 1981年8月      | ISBN 4-09-130444-3 |
| 15   | 1982年5月      | ISBN 4-09-130445-1 |
| 16   | 1983年7月      | ISBN 4-09-130446-X |
| 17   | 1984年7月      | ISBN 4-09-130447-8 |

竹宮惠子全集
| 卷數 | KADOKAWA   | KADOKAWA           |
| 卷數 | 發售日期   | ISBN               |
| ---- | ---------- | ------------------ |
| 1    | 1990年8月  | ISBN 4-04-852139-X |
| 2    | 1990年8月  | ISBN 4-04-852140-3 |
| 3    | 1990年9月  | ISBN 4-04-852141-1 |
| 4    | 1990年10月 | ISBN 4-04-852142-X |
| 5    | 1990年11月 | ISBN 4-04-852143-8 |
| 6    | 1990年12月 | ISBN 4-04-852144-6 |
| 7    | 1991年1月  | ISBN 4-04-852145-4 |
| 8    | 1991年2月  | ISBN 4-04-852146-2 |
| 9    | 1991年3月  | ISBN 4-04-852147-0 |

白泉社文庫
| 卷數 | 白泉社        | 白泉社                 |
| 卷數 | 發售日期      | ISBN                   |
| ---- | ------------- | ---------------------- |
| 1    | 1995年3月17日 | ISBN 978-4-59-288151-3 |
| 2    | 1995年3月17日 | ISBN 978-4-59-288152-0 |
| 3    | 1995年3月17日 | ISBN 978-4-59-288153-7 |
| 4    | 1995年3月17日 | ISBN 978-4-59-288154-4 |
| 5    | 1995年6月16日 | ISBN 978-4-59-288155-1 |
| 6    | 1995年6月16日 | ISBN 978-4-59-288156-8 |
| 7    | 1995年6月16日 | ISBN 978-4-59-288157-5 |
| 8    | 1995年9月14日 | ISBN 978-4-59-288158-2 |
| 9    | 1995年9月14日 | ISBN 978-4-59-288159-9 |
| 10   | 1995年9月14日 | ISBN 978-4-59-288160-5 |

中公文庫
| 卷數 | 中央公論社    | 中央公論社         |
| 卷數 | 發售日期      | ISBN               |
| ---- | ------------- | ------------------ |
| 1    | 2002年7月1日  | ISBN 4-12-204064-7 |
| 2    | 2002年7月1日  | ISBN 4-12-204065-5 |
| 3    | 2002年8月1日  | ISBN 4-12-204079-5 |
| 4    | 2002年9月1日  | ISBN 4-12-204099-X |
| 5    | 2002年10月1日 | ISBN 4-12-204119-8 |
| 6    | 2002年11月1日 | ISBN 4-12-204132-5 |
| 7    | 2002年12月1日 | ISBN 4-12-204144-9 |
| 8    | 2003年1月1日  | ISBN 4-12-204161-9 |

## OVA
以《風與木之詩 －三聖頌－》（風と木の詩 SANCTUS -聖なるかな-）為標題，改編為長達1小時的OVA動畫。分別於1987年11月6日發行录像带（VHS / Betamax、VHSV118F8196）、1987年11月21日發行镭射影碟。
之後发行五张LP专辑。

### 配音员
- 吉尔伯特 - 佐佐木优子
- 赛吉 - 小原乃梨子
- 罗斯马林 - 榊原良子
- 奥古斯特 - 盐泽兼人
- 帕斯卡尔 - 竹村拓（日语：竹村拓）
- 卡尔 - 柏仓努
- 杰克 - 西原孝子
- 库托 - 向殿麻美（日语：向殿あさみ）
- 德兰 - 速水奖
- 塞巴斯蒂安 - 日比野朱里
- 瓦茨老师 - 小杉十郎太
- 路易斯·勒内老师 - 千叶耕市（日语：千葉耕市）
- 鲁施教授 - 根本嘉也（日语：根本嘉也）
- 校长 - 西尾德（日语：西尾徳）
- 内卡 - 水原琳
- 學生 - 秋山嘉子、桜井敏治、大野登美恵、大和麻美

### 制作团队
- 製作人：宇田川东树、浅见勇、神立胜一
- 助理製作人：浅里义美
- 导演：安彦良和
- 执行制片：寺门稔、友枝龙一
- 助理导演：平松达也
- 摄影：
- 音乐：中村畅之（日语：中村暢之）
- 分鏡：安彦良和
- 剧本编审：竹宫惠子
- 音乐监督：千叶耕市（日语：千葉耕市）
- 摄影监督：高桥明彦
- 美术监督：石川山子
- 作画监督：神村幸子
- VHS販售：波丽佳音
- 制作：科乐美工业
- 制片、发行：、小学馆

## 解說擔當

### 白泉社文庫版
- 1 寺山修司「万才!ジルベール」
- 2 わかぎえふ「ジルベールの思い出」
- 3 井沢満「純愛と青春の物語」
- 4 林あまり「清らかな病」
- 5 安珠「愛は孤独と安らぎに揺らぐ」
- 6 阿木燿子「早過ぎた作品」
- 7 高取英「囚れの少年ジェット」
- 8 鶴見俊輔「その時の決断」
- 9 安彦良和「竹宮さんの背筋」
- 10 増山法恵「拝啓、我が「戦友」竹宮惠子様」

### 小学館叢書版
- 1 河合隼雄